# 고렐리산

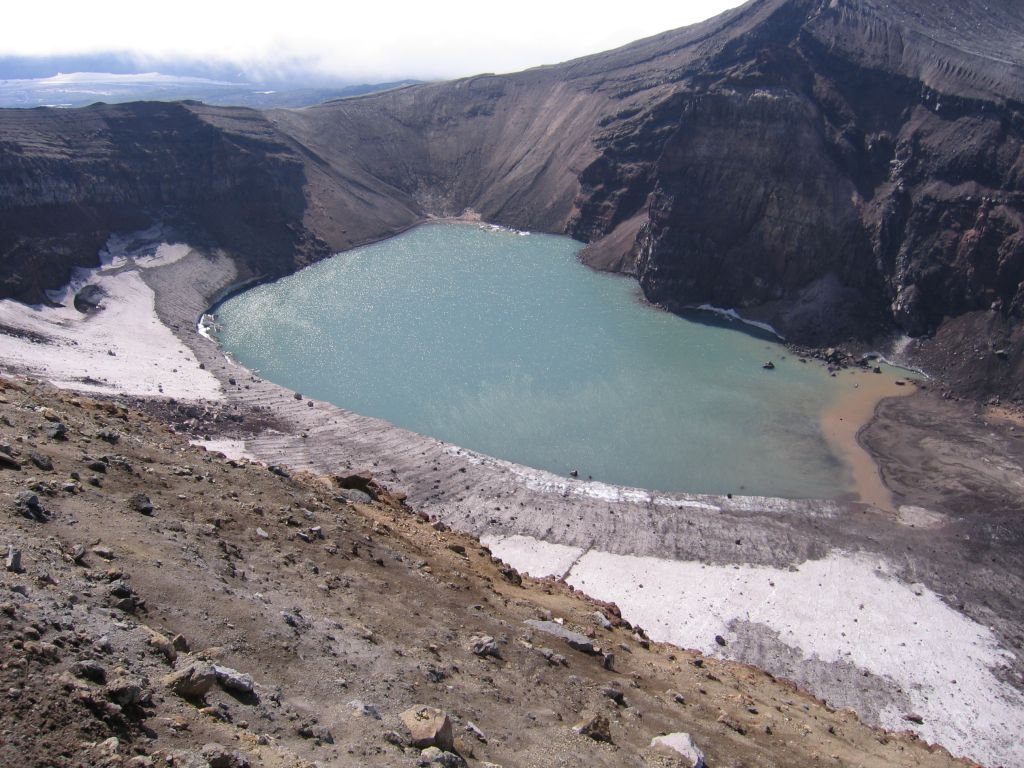
고렐리산

고렐리산(Gorely)은 러시아의 캄차카반도에 솟아있는 성층 화산으로, 활화산이다. 이 화산은 이중화구를 가진 복합 화산으로, 두 화구 다 화구호가 있다. 화구호는 하늘색이며, 분화 조짐은 지금도 나타나고 있다. 캄차카반도에서 가장 활동이 활발한 활화산으로 알려진다.